# لين هيلز
لين هيلز (بالإنجليزية: Len Hales)‏ هو لاعب كرة قدم بريطاني (وحمل سابقاً جنسية المملكة المتحدة لبريطانيا العظمى وأيرلندا) في مركز الهجوم، ولد في 1872 في المملكة المتحدة، وتوفي في 1914. لعب مع ستوك سيتي ونادي كرو ألكساندرا.